# Seda Hepsev
Seda Hepsev (geboren 1978) ist eine Künstlerin aus Istanbul, die in Zürich lebt. Sie arbeitet vorwiegend mit textilen Materialien.

## Werdegang
Nach ihrem BA-Studium an der Fine Arts Faculty der Marmara Universität wechselte Seda Hepsev zur Yıldız Technical University in Istanbul, wo sie 2004 einen MA und 2013 einen PhD erwarb. Dank verschiedenen Atelierstipendien konnte sie auch in Helsinki, Paris und Ulcinj arbeiten. 2006 weilte sie mit dem Atelierstipendium der Christoph Merian Stiftung Basel IAAB erstmals länger in der Schweiz. 2013 war sie Gast in der artist residency Rotationsatelier in Zürich. Danach zog sie erst nach Winterthur, dann nach Zürich, wo sie seither lebt und arbeitet.

## Werk
Hepsevs künstlerische Praxis beschäftigt sich mit der Repräsentation von weiblichen Körpern und traditionellen Geschlechterrollen. Sie hat ursprünglich Malerei studiert. Dass sie heute u. a. stickt, ohne diese Technik gelernt zu haben, befreit sie nach eigenen Angaben vom «Anspruch, etwas perfekt oder fertig zu machen. Es gefällt mir, wie meine Arbeiten sich nicht von einem Rahmen begrenzen lassen. Sie sind frei, sollen bewegbar bleiben und gehören für mich nicht an einen bestimmten Platz oder zu einer abgeschlossenen Werkgruppe.» Häufig tauchen Körperteile, Tiere, verzerrte Figuren und traditionelle Motive in ihrem Werk auf, das fragil, unvollständig und vielschichtig wirkt. Geschichtete Textilbilder, hängende Fäden oder Drähte deuten Erzählungen an, in denen Fakt und Fiktion gleichermassen ungewiss sind, die Protagonisten rätselhaft und die Motive unklar bleiben.

## Auszeichnungen
- 2005: Art Dulcinium, Ulcinj, Montenegro: artist residency
- 2006: Pro-Helvetia / Christoph Merian Foundation IAAB Basel: artist residency
- 2006: Museum of Contemporary Art, Helsinki, Finland: residency and workshop “Collaborations on Site”
- 2008: Fiskars Helsinki Finland: Fiskars Artist in Residence Program
- 2011: Cité Internationale des Arts Paris: artist residency[8]
- 2011: Istanbul Foundation for Culture and Arts: Scholarship
- 2013: Rotationatelier OG9/Kunsthaus Aussersihl Zürich: artist residency
- 2021: Stadt Zürich: Covid-19 Stipendium
- 2022: Stadt Zürich: Kunststipendium
- 2022: Souvenir Souvenir, Lugano: artist residency
- 2023: SAHA Association Istanbul
- 2023: Pro Helvetia: Werkbeitrag
- 2024: Kanton Zürich: Werkbeitrag

## Ausstellungen (Auswahl)
- 2007: Istanbul Now - Zeitgenössische Kunst aus Istanbul, Lukas Feichtner Gallery, Wien[9]
- 2011: Dream and Reality - Modern and Contemporary Women Artists from Turkey, İstanbul Modern[10]
- 2011: Neue Masche – gestrickt, gestickt und anders, Museum Bellerive, Zürich[11]
- 2015: Hands on Hips, Kunstkasten, Winterthur (solo)
- 2017: Grey and Beige Portfolio, Elgiz Museum Istanbul[12]
- 2018: Common Affairs. Eine Verflechtung gemeinsamer Angelegenheiten, Fundaziun Nairs – Zentrum für Gegenwartskunst, Scuol
- 2020: Stranger Than Paradise, x-ist Gallery, Istanbul (solo)[13]
- 2021: Grosse Regionale, Alte Fabrik Rapperswil
- 2022: Swiss Art Awards, Messe Basel
- 2023: I am the bridge between what is and what could be. What am I?, Elgiz Museum Istanbul[14]
- 2023: Rose Related, Quartz Studio Torino[15] (solo)
- 2023: Dinosaur-Like Emotions, x-ist Gallery, Istanbul (solo)[16]
- 2024: Die Invasion, Venus von Muri, Kloster Muri[17]
- 2024: Killjoy, Kabinett Zürich (solo)
- 2025: dance-repeat-dance-repeat-dance, Hartdurm Zürich, mit Lara Russi und Tetiana Kartasheva

## Publikationen
- Hossein Amirsadeghi, Maryam Eisler (Hg.), Unleashed: Contemporary Art from Turkey, TransGlobe Publishing, 2010. ISBN 978-0-500-97702-6
- Seda Hepsev, How to Sit on a Chair with a Skirt, Artists' Poster, 2010.
- Seda Hepsev, Çocuk doğum günlerinde herkes çocuk olurdu (Everyone's kid at a kids birthday party), Artı Sanat Üretim Hizmetleri Ltd., 2011.
- Hayal ve Hakikat - Türkiye'den Modern ve Cagdas Kadin Sanatcilar / Dream and Reality - Modern and Contemporary Artists From Turkey, mit Texten von Levent Calikoglu, Fatmagül Berktay, Burcu Pelvanoglu, Ayla Ödekan, Ahu Antmen, Istanbul Modern, 2011. ISBN 978-9756167595